# Mattheus Tidemann
Mattheus Tidemann (* Münster; † 14. Februar 1579 in Lübeck) war Ratsherr der Hansestadt Lübeck.

## Leben
Der aus Westfalen gebürtige Lübecker Kaufmann Mattheus Tidemann wurde 1558 zunächst Amtmann auf der Insel Bornholm. Die Insel stand seit ihrer Verpfändung durch Dänemark an Lübeck 1525 unter der Verwaltung eines Lübecker Vogtes oder Amtmanns auf Hammershus. 1567 wurde er in Lübeck zum Ratsherrn erwählt. Tidemann war im Dreikronenkrieg von 1568 bis 1570 einer der Befehlshaber der Lübecker Flotte. Gemeinsam mit dem Ratsherrn Johann von Wickede vollzog er 1576 für den Lübecker Rat die Rückgabe der Insel Bornholm an Dänemark.
Er bewohnte in Lübeck das Haus Breite Straße 95.